# Joël de Rosnay

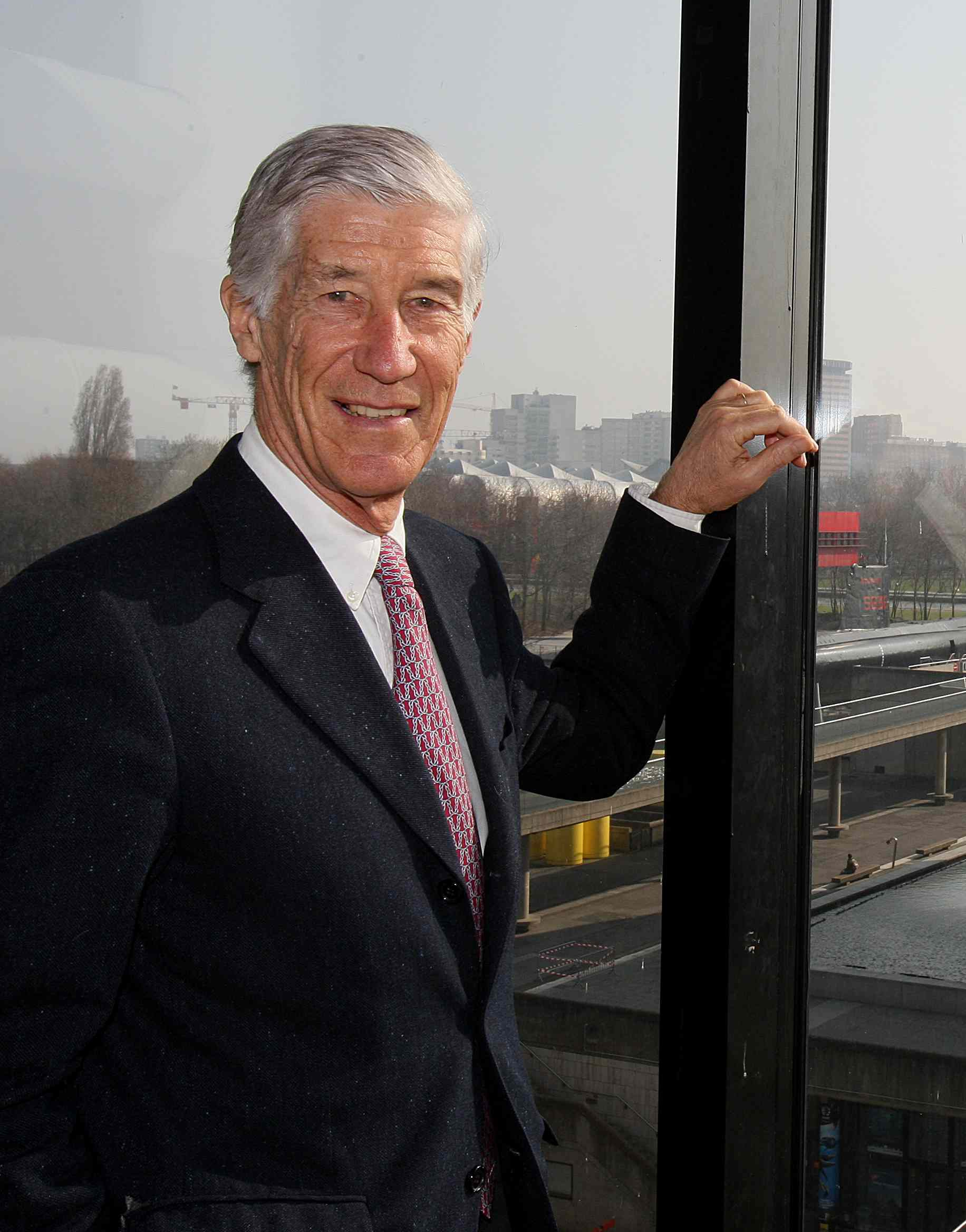
Joël de Rosnay

Joël de Rosnay (* 12. Juni 1937) ist ein französischer Biologe, Informatiker, Verfasser populärwissenschaftlicher Werke und Unternehmer.
Er ist Gründer und Geschäftsführer der Biotics SARL (1992), Mitbegründer und Direktor für Zukunftsforschung und Strategie der Cybion SA (1996). Er übt ferner eine beratende Funktion in der Cité des sciences et de l’industrie in La Villette (Paris) aus. Er beschäftigt sich mit Spitzentechnologien und den Anwendungen von Systemtheorien.

## Leben
Joël de Rosnay wurde als Sohn des Kunstmalers der École de Paris Gaëtan de Rosnay (1912–1992) und seiner Ehefrau Natacha Koltchine (Наталия Федоровна Колчина) geboren. Sein Studium schloss er mit dem Doktorat „ès sciences“ (Wissenschaften) ab.
In den USA war er in den Jahren von 1966 bis 1972 als Forscher und Lehrer für die Fächer Biologie und Informatik am Massachusetts Institute of Technology (MIT) tätig, bevor er in der Funktion des Attachés für wissenschaftliche Fragen an die französische Botschaft in den USA berufen wurde.
De Rosnay kehrte in den 1970er Jahren nach Frankreich zurück und trat in Paris als „Directeur des Applications de la Recherche“ (Direktor für Forschungsanwendungen) in das Institut Pasteur ein, das ihn von 1975 bis 1984 beschäftigte. 1982 verfasste er einen Bericht, der zu der Gründung des „Centre d’Études des Systèmes et des Technologies Avancées“, kurz C.E.S.T.A. führte, das jedoch 1988 bereits wieder aufgelöst wurde.
In den Jahren 1987 bis 1995 war de Rosnay für die wissenschaftliche Chronik des Radiosenders Europe 1 zuständig, von 1995 bis 2002 „Directeur de la Prospective et de l’Evaluation“ (Direktor für Zukunftsforschung und Auswertung) der „Cité des sciences et de l’industrie“ An dieser Einrichtung ist er bis zum heutigen Tag als wissenschaftlicher Berater tätig.
Der Autor ist Urheber mehrerer Wortschöpfungen wie „malbouffe“, „biotics“ und „cybionte“. Keine dieser Wortschöpfungen fand bisher Aufnahme in ein offizielles französisches Wörterbuch.

## Auszeichnungen
- 1975: „Prix de l’Académie des sciences morales et politiques“ für „Le Macroscope“
- 1982: „Grand Prix de la littérature micro-informatique grand public“ für „Branchez-vous“
- 1990: „Prix de l’Information Scientifique“ der Académie des sciences
- 1994: „Prix Benjamin Constant des Arts de la Communication“ der Société d’Encouragement de l’Industrie Nationale
- 2005: Ehrendoktorwürde der Université du Québec à Montréal (UQAM)

- 1981: Ritter des Ordre national du Mérite
- 1989: Offizier des Ordre national du Mérite
- 1995: Ritter der Ehrenlegion
- 2005: Offizier der Ehrenlegion

## Werke
- 1965: „Les origines de la vie: de l'atome à la cellule“, Paris, 1966, Seuil
- 1975: „Le macroscope: vers une vision globale“, Paris, 1975, Seuil
- 1979: „La malbouffe: comment se nourrir pour mieux vivre“ mit Stella de Rosnay, 1979, Editions Olivier Orban
- 1981: „La révolution informatique, Ordinapoche“, 1981, Beilage der wissenschaftlichen Zeitschrift „Science et Vie“
- 1982: „La révolution biologique: voyage aux centres de commande de la vie“ (Biokit & Biodisc), Sonderausgabe „Science et Vie“
- 1983: „Les chemins de la vie“, Paris, 1983, Seuil
- 1985: „Branchez-vous“ mit Stella Rosnay, 1985, Editions Olivier Orban
- 1986: „Le cerveau planétaire“, 1986, Editions Olivier Orban
- 1988: „L’aventure du vivant“, Paris, 1988, Seuil
- 1989: „L’avenir en direct“, Paris, 1989, Fayard
- 1991: „Les rendez-vous du futur“, Paris, 1991, Fayard / Editions n° 1
- 1995: „L’homme symbiotique, regards sur le troisième millénaire“, Paris, 1995, Seuil
- 1996: „La plus belle histoire du monde – les secrets de nos origines“ mit Yves Coppens, Hubert Reeves und Dominique Simonnet, Paris, 1996, Seuil
- 2005: „Une vie en plus – la longévité pourquoi faire?“ mit Jean-Louis Servan-Schreiber, François de Closets und Dominique Simonnet, Paris, 2005, Seuil
- 2006: „La révolte du pronétariat: des mass média aux média de masses“, mit Carlo Revelli, Paris, 2006, Fayard Transversales
- 2007: „2020: Les Scénarios du futur“, 2007, Des Idées & des Hommes

### In deutscher Sprache erschienen
- 1971: „Biologie. Das Buch vom Leben. Vom Atom zur Zelle. Von der Zelle zum Menschen“ (Co-Autor: Max de Ceccatty). Olten, Walter-Verlag
- 1979: „Das Makroskop. Systemdenken als Werkzeug der Ökogesellschaft“. Reinbek, Rowohlt Taschenbuch Verlag, rororo 7264
- 1985: „Der Biokit. Eine Reise in die Molekularbiologie“. München, J. Schweitzer Verlag
- 1997: „Homo symbioticus“. München, Gerling Akademie Verlag

## Kritik
Michael Hampe zählt den Futurologen zu den Schriftstellern der dritten Kultur: "(…) Joël de Rosnay [sieht] in seinem Werk „Homo symbioticus“ die im Internet kommunizierende Menschen bereits als Bestandteile eines entstehenden „Kybionten“, einer „höheren Instanz“ (…). Da wird die „Zukunftsforschung“ zur Science-fiction. „Ganzheit“ und „Vernetzung“ sind ganz offenbar Schlüsselworte der dritten Kultur geworden." In diesem Zusammenhang bemängelt Hampe den Inhalt der Werke der dritten Kultur im Allgemeinen mit folgenden Worten: „Philosophisch sieht das alles wenig plausibel und begrifflich vage aus. Es bleibt unklar, wo hier noch methodisch geleitete Erfahrung und kontrollierte Terminologie am Werke sind und wo sich lediglich eine ursprünglich allein der Veranschaulichung dienende Analogie verselbständigt hat. Um darüber zu entscheiden, bedürfte es einer philosophischen Analyse der wissenschaftlichen Theorien, die diesen Spekulationen zugrunde liegen.“